# フェルミ面
フェルミ面（フェルミめん英: Fermi surface）とは、E(k)=EF で定義される波数空間上の曲面のことである。ここで、EF はフェルミエネルギー、E(k) は粒子の分散関係である。自由粒子など、分散関係が線形となる場合には球面となるので、特にフェルミ球（フェルミきゅう Fermi sphere）と呼び、その半径をフェルミ波数と呼ぶ。
定義から分かるように、固体中の電子のバンド構造においてフェルミ面を持つのは金属（半金属も含む）のみで、バンドギャップ中にフェルミエネルギーが存在する半導体や絶縁体にはフェルミ面は存在しない。
三次元空間における自由電子のフェルミ面は球形である。比較的自由電子に近いs軌道が価電子となっているアルカリ金属などのフェルミ面には、球形に近いものがある。
フェルミ面の形はフェルミエネルギー近傍のバンド構造に依存し、遷移金属や複雑な金属間化合物などでは非常に複雑なフェルミ面となることがある。
実験的にはサイクロトロン共鳴実験、ドハース・ファンアルフェン効果を使った実験、電子－陽電子消滅実験やコンプトン散乱実験によって求まる運動量密度（運動量分布→電荷密度参照）などからフェルミ面に関する情報が得られる。また、角度分解光電子分光により直接フェルミ面を観測することも可能となっている。

## フェルミ速度
フェルミ面上での電子の群速度のことをフェルミ速度と言う。フェルミ速度 vF は以下の式で定義される。kF はフェルミ波数。
{\displaystyle {\boldsymbol {v}}_{\mathrm {F} }(k_{\mathrm {F} })={1 \over {\hbar }}\nabla _{\boldsymbol {k}}E({\boldsymbol {k}}){\bigg |}_{k=k_{\mathrm {F} }}}
自由電子の場合のフェルミ速度は、自由電子の質量をmとして、
{\displaystyle {\boldsymbol {v}}_{\mathrm {F} }(k_{\mathrm {F} })={\hbar {\boldsymbol {k}}_{\mathrm {F} } \over {m}}}
となる。

## 関連記事
- 物性物理学
- 第一原理バンド計算